# Milton Greene
Pour les articles homonymes, voir Greene.
Milton H. Greene né le 14 mars 1922 à New York et mort le 8 août 1985 à Los Angeles  est un photographe de mode américain qui se fait connaître pour ses photos de Marilyn Monroe.

## Biographie
Après avoir travaillé comme assistant de Louise Dahl-Wolfe, Milton Greene commence sa carrière de photographe de mode en photographiant les modèles des années 1950 tels que Suzy Parker, Anne Gunning ou Fiona Campbell-Walter, mais aussi des célébrités. Il rencontre Marilyn Monroe à Los Angeles dans les studios de la Fox (il dépasse la trentaine et elle a vingt-sept ans). C'est lui qui incite l'actrice à quitter Hollywood, qui ne lui apporte plus aucune satisfaction, tant sur le plan psychologique que financier, et à monter sa propre société de production dans la métropole de la côte est.
Milton Greene est l'un des rares photographes à avoir photographié Marilyn comme une vraie femme et non comme un sex-symbol. Ces œuvres retrouvées récemment nous montrent une jeune femme mélancolique cherchant à s'émanciper de l'image de femme pulpeuse que Hollywood lui a collée. 
L'histoire de l'amitié les ayant liés fait l'objet d'un documentaire sur Arte : Marilyn malgré elle de Patrick Jeudy, où est montrée la manière dont Milton aura redonné espoir à Marilyn pendant quelques années en l'aidant à devenir une véritable actrice et en lui offrant l'occasion de jouer deux rôles dramatiques, les meilleurs de sa carrière.